# Mstislav Keldysh
Mstislav Vsevolodovich Keldysh (em russo:  Мстисла́в Все́володович Ке́лдыш; Riga, 10 de fevereiro de 1911 — Moscou, 24 de junho de 1978) foi um matemático soviético. O asteroide 2186 Keldysh tem o nome em sua homenagem.